# Скафизм
Скафи́зм (от др.-греч. σκάφη — лодка, судно) — древнеперсидский метод казни, приводящий к особо мучительной смерти, который, скорее всего, не существовал на самом деле.

## Описание казни
Жертву раздевали догола и крепко привязывали внутри узкой лодки или выдолбленного ствола дерева, а сверху накрывали такой же лодкой или стволом дерева так, чтобы руки, ноги и голова торчали наружу. Жертву насильно поили молоком и мёдом, чтобы вызвать сильнейшую диарею. Кроме того, мёдом обмазывали тело жертвы, тем самым привлекая насекомых. После этого жертву пускали плавать в пруду со стоячей водой или оставляли на солнцепёке. Кал жертвы накапливался в таком «контейнере», привлекая всё больше насекомых, которые медленно пожирали плоть и откладывали в ней личинки, что приводило к гангрене. Чтобы продлить мучения, жертву могли кормить каждый день. В конце концов смерть наступала, скорее всего, в результате сочетания обезвоживания, истощения и септического шока. Согласно другим данным, пожирание тела жертвы не имело места, а мёд привлекал жалящих насекомых вроде ос.

## Исторические свидетельства
Ктесий сообщает, что в 465 году до н. э. по приказу Артаксеркса I подобной казни был подвергнут придворный евнух Аспамитра, участвовавший в убийстве отца шаха — Ксеркса I Великого. Плутарх свидетельствует, что таким образом в 401 году до н. э. был казнён персидский воин Митридат, убивший на поле боя Кира Младшего, но персидский царь Артаксеркс II убийство Кира решил приписать себе и убрать свидетелей. Умер несчастный лишь спустя 17 дней.
Красочно описывается в историческом романе классика современной болгарской литературы Антона Дончева «Юность хана Аспаруха» (I части тетралогии «Сказание о хане Аспарухе, князе Славе и жреце Тересе», 1982), посвящённом образованию Первого Болгарского царства и участию протоболгар и древних тюрок в византийско-персидской войне 602—628 годов:

«Под конец Мохошад склонился к тому, чтобы заживо отдать Шаргакага на съедение червям. То была персидская казнь. Человека заковывают в два деревянных корыта так, что снаружи остаётся лишь голова, и ничто, из казнимого выходящее, не вытекает из корыт. А палачи кормят его мёдом и молоком и лицо ему обмазывают мёдом. Мухи слетаются к нему, откладывают яички, и в живом человеке заводятся черви. В книгах написано, что жертвы вопили по две-три недели кряду, пока не приходила к ним милосердная смерть. И каждый кусочек тела должен был продырявиться, как решето или хорошая кавказская брынза…»
Схожий способ пытки и казни существовал у этрусков: жертву раздевали догола и плотно привязывали к разлагающемуся трупу, в результате чего тело жертвы также начинало постепенно разлагаться.
Византийский летописец XII века Иоанн Зонара позже описал наказание, основанное на Плутархе:

«Персы превосходят всех других варваров в ужасной жестокости своих наказаний, используя пытки, которые являются особенно страшными и длинными, а именно скафизм и зашивание мужчины в сырых шкурах. Но что подразумевается под скафизмом, я должен теперь объяснить не столь осведомлённому читателю. Две лодки соединены друг с другом одна над другой, с отверстиями, разрезанными в них таким образом, что голова, руки и ноги жертвы остаются снаружи. Внутри этих лодок мужчина, которого нужно наказать, лежит на спине, а лодки затем прибиты вместе гвоздями. Затем они вливают в рот несчастного смесь молока и мёда, пока он не наполнится до точки тошноты, марают лицо, ноги и руки той же смесью и не оставляют его на солнце. Это повторяется каждый день, вследствие чего мухи, осы и пчёлы, привлечённые сладостью, садятся на его лице и на те его члены, что выступают из лодок, и безжалостно мучают и жалят несчастного человека. Кроме того, из его живота, раздутого смесью молока и мёда, извергаются жидкие экскременты, которые, разлагаясь, становятся домом плодящихся червей всякого рода. Таким образом, жертва, заключённая в лодках, со своей плотью, гниющей в собственных нечистотах и пожираемой червями, умирает затяжной и ужасной смертью»

## Сомнения в правдивости
Современные историки указывают, что описание казни у Плутарха — единственный источник, вследствие чего факт нельзя подтвердить объективно. Кроме того, даже сам Плутарх подвергал критике сочинения Ктесия за «экстравагантные и невероятные рассказы». Как заметила историк Женевьева Карлтон: «Возможно, персы действительно мучили преступников на „лодках“, […], но с такой же вероятностью это выдумал Ктесий».
Существование скафизма не подтверждается ни археологическими находками, ни упоминаниями в независимых исторических памятниках. Благодаря тому, насколько описание казни поражает воображение, оно перебралось во многие популярные тексты по истории Древнего мира и художественную литературу. Однако практически отсутствует в литературе научной.

## Влияние
Возможно легенда о древнеперсидской казни привела в XVIII веке к появлению в Германии пыточного устройства, известного, как Dessauer Trog или Dessauer Foltertrog, то есть «Дессауское пыточное корыто». Применение его в целях дознания описывается в более поздней юридической литературе. Однако, судя по всему, это устройство не получило широкого распространения и осталось уникальным экземпляром, созданным по приказанию Леопольда I.